# Charles Kuentz
Charles Kuentz (ur. 18 lutego 1897 w Ranspach, zm. 7 kwietnia 2005 w Colmarze) – ostatni alzacki weteran cesarskiej armii Wilhelma II.

## Biografia
Charles Kuentz był synem kolejarza. W trakcie I wojny światowej, tak jak 380 000
Alzatczyków i Lotaryńczyków, został zmobilizowany do armii niemieckiej. Powołanie otrzymał w 1916, służył jako artylerzysta na obu frontach do końca wojny. Po zawieszeniu broni wrócił do domu, podobnie jak większość Alzatczyków i Lotaryńczyków, wystąpił o przyznanie obywatelstwa francuskiego. W okresie międzywojennym pracował jako urzędnik pocztowy, ożenił się i miał czwórkę dzieci.
Po wybuchu II wojny światowej został ponownie zmobilizowany, tym razem do armii francuskiej, lecz jego służba nie trwała długo, został zwolniony do cywila ze względu na wiek i sytuację rodzinną. W 1940, kiedy Alzacja ponownie została włączona do Niemiec, przeprowadził się z rodziną do Colmaru. Jego najstarszy syn François został siłą wcielony do Waffen-SS. Jak wielu Malgré-nous poległ na froncie w 1944, podczas walk w Normandii.
W listopadzie 2004 w Ieper, Charles Kuentz spotkał się z Harrym Patchem, ostatnim żyjącym brytyjskim weteranem wielkiej wojny, który walczył po przeciwnej stronie w bitwie pod Passchendaele. Ich spotkanie zostało sfilmowane i wyemitowane w BBC One rok później pod tytułem The last Tommy. W tym samym roku Kuentz udzielił około 30 wywiadów, w których przedstawił swoje wspomnienia z I wojny światowej. Jak sam twierdził, czynił to, aby nikt nie zapomniał o wojnie i aby już nigdy nie doszło do takiej tragedii.
Charles Kuentz zmarł 7 kwietnia 2005 w Colmarze w wieku 108 lat i 48 dni.